# Пелло, Сальме Кустасовна
Са́льме Ку́стасовна Пе́лло (эст. Salme Pello, в девичестве Тульмин (эст. Tulmin), в первом браке Юргенс (эст. Jürgens); 10 октября 1898, д. Теэнузе, Эстляндская губерния, Российская империя (ныне волость Мярьямаа, Ляэнемаа, Эстония)) — 17 апреля 1973, Таллин, Эстонская ССР) — депутат Верховного совета СССР 2-го созыва.

## Биография
По состоянию на 1946 год работала проводницей в депо г. Таллина. Кандидат в члены ВКП(б).
В 1946 году избрана депутатом Верховного совета СССР[уточнить] 2-го созыва (1946—1950) от избирательного округа Таллин-Нымме.
О дальнейшей деятельности сведений нет. Скончалась в 1973 году, похоронена на кладбище Пярнамяэ в Таллине.

## Семья
Была дважды замужем, четверо детей.